# Marek Mikrut

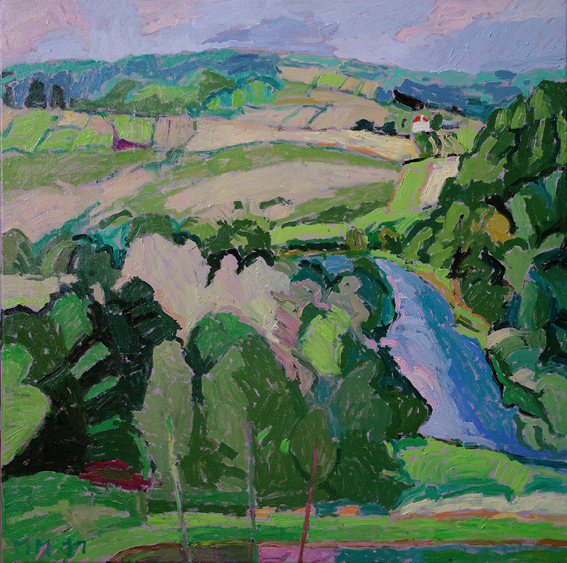
Pejzaż z Chołowic

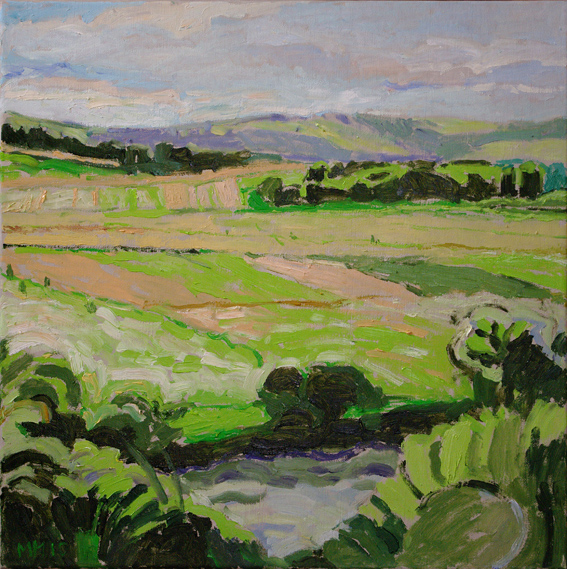
San pod Przemyślem

Marek Mikrut (ur. 1958 w Krakowie) – polski malarz, grafik, kontynuator koloryzmu.

## Życiorys
Artysta jest absolwentem krakowskiej Akademii Sztuk Pięknych. Dyplom uzyskał w 1984 w pracowni Franciszka Bunscha. Od 1985 mieszka w Przemyślu. Jest założycielem i członkiem Towarzystwa Przyjaciół Sztuk Pięknych w Przemyślu. Uprawia malarstwo, rysunek, grafikę warsztatową (akwafortę, akwatintę, mezzotintę, drzeworyt i linoryt) oraz zajmuje się projektowaniem graficznym.
Jego żoną jest Alicja Czernecka-Mikrut.

## Twórczość
Marek Mikrut maluje głównie martwe natury, portrety i pejzaże. Malarstwo Mikruta można określić jako przedstawiające. U podstaw działań artysty pojawiło się zagadnienie budowanie kolorem wartości formalnych. Malarstwo Mikruta zostało także porównane do prac kapistów, a szczególnie Jana Cybisa.

## Odznaczenia, nagrody i stypendia
- stypendium twórcze Wojewody Przemyskiego (1987)
- stypendium twórcze Prezydenta Przemyśla (1995)
- stypendium twórcze Wojewody Przemyskiego (1998)
- nagroda Zarządu Województwa Podkarpackiego za szczególne osiągnięcia w dziedzinie twórczości artystycznej, upowszechniania i ochrony kultury (2005)[4]
- stypendium twórcze Prezydenta Miasta Przemyśla (2010)
- Odznaka honorowa „Zasłużony dla Kultury Polskiej” (2010)
- Brązowy Medal „Zasłużony Kulturze Gloria Artis” (2022)[5]

## Wystawy
- III Konfrontacje Najmłodszych Artystów Krakowa – I i III nagroda (1985 r.)
- Człowiek – Bóg – Świat, podziemia Kościoła Franciszkanów -Przemyśl (1985-1986 r.)
- Wystawa poplenerowa Słonne 85 (1986 r.)
- Trienale Polskiego Rysunku Współczesnego – Lubaczów 93 (1993 r.)
- Wystawa indywidualna – Galeria Sztuki Współczesnej w Przemyślu (1993 r.)
- Wystawa indywidualna – Zamek Kazimierzowski w Przemyślu (1994 r.)
- Wystawa wspólna z żoną “Pracownia” – Zamek Kazimierzowski w Przemyślu (1995 r.)
- Wystawa indywidualna – Hot Club – Przemyśl (1996 r.)
- Wystawa “Malarze przemyscy – członkowie Towarzystwa Przyjaciół Sztuk Pięknych w Przemyślu” – Gmach Muzeum Narodowego Ziemi Przemyskiej (1999 r.)
- Wystawa “Malarze przemyscy – członkowie Towarzystwa Przyjaciół Sztuk Pięknych w Przemyślu” – Biuro Wystaw Artystycznych, Rzeszów (1999 r.)
- Wystawa “Malarze przemyscy – członkowie Towarzystwa Przyjaciół Sztuk Pięknych w Przemyślu” – Samorządowe Centrum Kultury w Mielcu (2000 r.)
- Wystawa prac malarzy – członków Towarzystwa Przyjaciół Sztuk Pięknych w Przemyślu “INSPIRACJE” – Samorządowe Centrum Kultury w Mielcu (2001 r.)
- Wystawa prac malarzy – członków Towarzystwa Przyjaciół Sztuk Pięknych w Przemyślu “INSPIRACJE” – Zespół Zamkowo-Parkowy w Krasiczynie (2002 r.)
- Wystawa wspólna z żoną w ratuszu miejskim w Paderborn w trakcie obchodów 10-lecia współpracy pomiędzy Przemyślem i Paderborn (2003 r.)
- Wystawa na X-Lecie TPSP w Przemyślu – Zamek w Krasiczynie (2004 r.)
- Wystawa ”Jedno spojrzenie z dwóch stron granicy” w ramach V Festiwalu Kultury Polskiej na Ukrainie – Lwów (2004 r.)
- Wystawa ”Jedno spojrzenie z dwóch stron granicy” Muzeum Narodowe Ziemi Przemyskiej (2004 r.)
- Wystawa ”Jedno spojrzenie z dwóch stron granicy” – Samorządowe Centrum Kultury w Mielcu (2005 r.)
- Wystawa prac malarzy – członków Towarzystwa Przyjaciół Sztuk Pięknych w Przemyślu – Zespół Zamkowo-Parkowy w Krasiczynie (2007 r.)
- Wystawa indywidualna pt. "Zachwyt" w Muzeum Narodowym Ziemi Przemyskiej (2011 r.)[6]